# 리얼 술래잡기 (2015년 영화)
《리얼 술래잡기》(リアル鬼ごっこ)는 2015년 공개된 일본의 서스펜스 공포 액션 영화이다.

## 출연
- 트린들 레이나 - 미츠코 역
- 시노다 마리코 - 케이코 역
- 마노 에리나 - 이즈미역
- 사쿠라이 유키 - 아키 역
- 시바타 치하로
- 타카하시 메리준 - 준 역
- 이소야마 사야카 - 마츠코 역
- 토미테 아미 - 슈 역
- 사와 마키 - 미사키 역